# 末吉利雄
末吉 利雄（すえよし としお、1909年（明治42年）3月23日 - 1995年（平成7年）12月31日）は、日本の政治家。第17代鹿児島市長。

## 経歴
鹿児島市出身。鹿児島県立鹿児島工業学校（現：鹿児島県立鹿児島工業高等学校）を卒業し、日本専売公社に勤務する。1951年から鹿児島県議を連続4期務める。また、1960年には日本社会党鹿児島県本部委員長となり、7期務める。
1967年鹿児島市は谷山市を合併し、新鹿児島市が発足した。合併直後の市長選に革新系から立候補し、保守系の現職の三ッ井卯三男と一騎討ちとなった。末吉は「市民との対話」
を訴え、選挙戦を進め、現職を破って当選、平瀬實武以来の革新市長の誕生となった。市長就任後は福祉政策に重点を置き、「鹿児島市総合計画」を策定、市民との対話集会を開いた。1971年の市長選でも再選、2期目に第27回国民体育大会の開催、平川動物公園の開園、オーストラリアパース市との姉妹都市の締結などの出来事があった。
1975年の市長選で3期目を目指したが、保守系で元県出納長の山之口安秀に敗れ、4年後の1979年の市長選挙に再び立候補したが落選した。1995年12月31日死去。86歳没。